# Wakefield Park

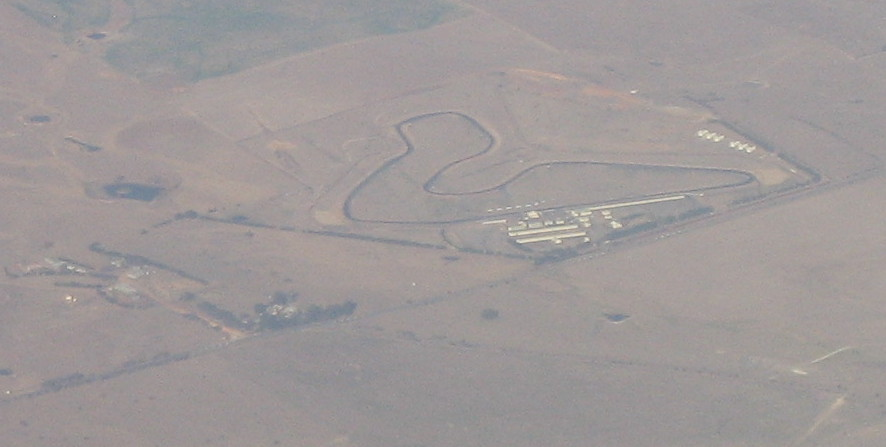
Circuit Wakefield Park

Wakefield Park is een 2,2 km lang autoracecircuit en ligt 10 km ten zuiden van Goulburn in Tirannaville, New South Wales, Australië. Grote evenementen op het circuit zijn de V8 Supercars, het Australische Superbike kampioenschap, de Fujitsu V8 Development Series en de Australian Motor Racing Series. Ook wordt er een race van de New South Wales Formula Ford verreden. Het baanrecord staat op naam van Aaron Caratti een 0:54.6171 in een Formule 3 Dallara F304.
Er is ook een heuvelklim circuit.